# Union des indigènes calédoniens amis de la liberté dans l'ordre
L’Union des indigènes calédoniens amis de la liberté dans l'ordre (UICALO) est l'une des deux formations initiées par les organisations missionnaires en Nouvelle-Calédonie pour canaliser les revendications des populations mélanésiennes après l'abolition du code de l'indigénat et la reconnaissance comme citoyens de tous les ressortissants des territoires d'outre-mer (loi Lamine Guèye du 7 mai 1946), obtenir une meilleure représentation de leur part dans le monde social, économique et politique puis de combattre l'influence grandissante des thèses communistes dans les tribus. D'association supervisée par le vicariat apostolique catholique de Nouméa, l'UICALO évolue bientôt en mouvement politique, soutenant la candidature de Maurice Lenormand aux élections législatives de 1951 et contribuant à fonder avec ce dernier et son pendant protestant l'Association des indigènes calédoniens et loyaltiens français, le parti Union calédonienne en 1953. Jamais véritablement dissoute, elle reste pendant de longues années un groupe de pression influent en son sein mais touché par de nombreuses dissidences qui finit par tomber progressivement en sommeil avec le retrait progressif de Rock Pidjot du devant de la scène politique dans les années 1980.

## Formation
En janvier 1946, un Parti communiste calédonien (PCC) est créé par Jeanne Tunica et Florindo Paladini. Il se dote rapidement d’une section mélanésienne et d'un discours et une propagande dans la lignée de la position de l’Internationale communiste sur la décolonisation comme outil de la révolution internationale : « la prise de Londres et de Paris passe par celle de Calcutta et de Saïgon ». Cependant, les missions chrétiennes qui bénéficient d'un poids importants dans les sociétés indigènes depuis leur évangélisation au XIXe siècle, considèrent ces idées communistes, résolument athées, comme dangereuses et comprennent vite la nécessité d’encadrer l’accès des Kanaks à la vie démocratique. Dans la lignée de l'encyclique Divini Redemptoris du pape Pie XI, on dénonce « marxisme et laïcisme comme des poisons mortels » (Paule Brasseur, 1984).
La première à se mobiliser est l'Église catholique, sous l'impulsion du vicaire apostolique de Nouméa, Édoardo Bresson et du père mariste François Luneau, fondateur d'un petit puis grand séminaire à Canala entre 1933 et 1949 ainsi que d'une école des catéchistes dans la même localité en 1938. Ils s'appuient sur les autorités coutumières mélanésiennes catholiques, souvent formées dans les écoles confessionnelles créées par les missions : Gustave Kataoui (grand-chef du district de Canala dans la localité du même nom), Marc Païta (grand-chef du district de Païta), Rock Pidjot, petit-chef de La Conception au Mont-Dore), Michel Kauma (petit-chef de Banout et Ouloup sur Ouvéa) ou Paul Jewine Katrei (grand-chef de Medu sur Maré). 
Le 25 mai 1946, lors d'une grande réunion à l'évêché, un manifeste intitulé Revendications de l'Union des indigènes calédoniens amis de la liberté dans l'ordre, rédigé par le Père Luneau, est rendu public. Il est expédié dans toutes les tribus aux catholiques comme aux protestants mais ces derniers, en raison de divergences et d'une certaine rivalité entre les différentes missions, vont fonder peu de temps après un mouvement parallèle, l’Association des indigènes calédoniens et loyaltiens français (AICLF). 
L'association reprenant le nom du manifeste de 1946, UICALO, est officiellement créée lors de sa première assemblée générale à Païta, le 18 mars 1947. Rock Pidjot devient son président (il va le rester pendant toute sa carrière politique) et Michel Kauma son vice-président. L'adhésion est limitée aux seuls Mélanésiens, hommes ou femmes, de Nouvelle-Calédonie et dépendances. Des assemblées générales sont ensuite organisées chaque année, d'abord à Païta (en mai 1948 et septembre 1949), puis à partir de 1950 sur un terrain de 2 hectares dans le quartier du Faubourg-Blanchot à Nouméa, cédé à l'association par le diocèse. Ce terrain est ensuite retiré à l'UICALO en 1969 par le successeur de Mgr Bresson, Pierre-Paul-Émile Martin, au profit de la nouvelle Association du foyer Saint-Joseph de François Néoeré ; un amendement aux statuts de l'Union en 1960 empêche désormais celle-ci d'être propriétaire. Des conflits juridiques s'ensuivirent entre l'UICALO et l'association du foyer jusqu'en 1975.

## Les revendications
Son programme s'articule autour de huit points : 
- mise en place d’une représentation démocratique dans l’organisation tribale (conseil élu dans les tribus, grand conseil élu dans les districts) ;
- création d’une assemblée consultative indigène élue par les indigènes eux-mêmes ;
- maintien de la réserve indigène et de son statut ;
- établissement d’un statut indigène garantissant les droits et les intérêts de chacun dans la tribu, devant l’administration et auprès des employeurs ;
- abolition des prestations et révision de l’impôt de capitation ;
- intervention de l’administration pour réprimer les désordres dans les tribus liés notamment à l’alcoolisme ;
- développement des visites médicales en tribus et formation d’infirmiers et d’infirmières indigènes ;
- soutien aux écoles libres.

Ces revendications poussent ainsi le Conseil général de Nouvelle-Calédonie (l'assemblée locale où ne siégeait alors que des Calédoniens d'origines européennes), le député de l'Union démocratique et socialiste de la Résistance (UDSR), Roger Gervolino et le conseiller de la république, républicain indépendant, Henri Lafleur à alerter le gouvernement central sur la nécessité de créer un deuxième collège électoral, de maintenir la structure tribale et de renforcer l’autorité des chefs coutumiers. Par la suite, l'UICALO s'aligne peu à peu sur la position prise à partir de novembre 1950 par l'AICLF en faveur d'un corps électoral unique qui serait ouvert à tous les Kanaks sachant lire et écrire.  

## Transformation en mouvement politique
Le contrôle de l'Église sur l'UICALO s'affaiblit durant les années 1950, avec le décès du père Luneau en 1950 et la fin en 1956 du vicariat de Mgr Bresson. Des dissensions internes voient le jour et surtout les membres de l'association, comme ceux de l'AICLF, veulent se montrer actifs en politique. En 1951, les deux mouvements confessionnels soutiennent activement la candidature de Maurice Lenormand, pharmacien originaire de Métropole devenu passionné de culture canaque sur laquelle il a écrit plusieurs ouvrages, lors des élections législatives contre le sortant Roger Gervolino. Maurice Lenormand est élu avec 5 064 voix sur 13 643 (37,12 %), devançant de plus de 800 suffrages Roger Gervolino (4 207voix), battant également le candidat du Rassemblement du peuple français (RPF) Paul Métadier (2 252voix) et le communiste Florindo Paladini (2 144voix). Cette alliance aboutit à la formation de listes communes pour les élections au conseil général qui se tiennent le 8 février 1953, sous le nom d'Union calédonienne et avec pour slogan « Deux couleurs, un seul peuple ». Celle-ci remporte 15 sièges sur 25, dont les 9 premiers élus canaques du territoire et 3 de l'UICALO : Raphaël Bouanaoué, Rock Pidjot et Michel Kauma. 
La Loi-cadre Defferre du 23 juin 1956 étend le suffrage universel à l'ensemble des Canaques et accorde plus d'autonomie aux territoires d'outre-mer où les conseils généraux sont remplacés par des assemblées territoriales et où des conseils de gouvernement sont créés. En vue de l'élection de cette assemblée, l'Union calédonienne (UC) se structure définitivement en parti politique lors de son premier congrès à la Vallée des Colons à Nouméa des 12 et 13 mai 1956 au cours duquel Rock Pidjot est porté à la présidence. Il le reste jusqu'en 1986. 
Par la suite, l'UICALO connaît son lot de divisions internes. La principale reste celle de Michel Kauma, numéro deux de l'association qui est porté à la vice-présidence et donc à la direction politique du conseil de gouvernement en 1959 : il quitte l'UICALO et l'UC en novembre 1960. Paradoxalement, la dissidence simultanée de l'AICLF (seule une minorité de cette dernière reste dans le parti de Maurice Lenormand et Rock Pidjot à travers une nouvelle organisation protestante baptisée Association des autochtone calédoniens et des îles Loyauté (AACL) renforce le poids de l'UICALO au sein d'une UC dominante pendant toutes les années 1960. De plus, Rock Pidjot bénéficie de la mise à l'écart forcée de Maurice Lenormand, touché par une condamnation judiciaire, entre 1964 et 1972, et le remplace comme député à partir de 1964. Il le reste jusqu'en 1986. 
Cependant, dans les années 1970, l'UICALO apparaît de plus en plus comme l'establishment et le mouvement des vieux, tandis qu'une jeune génération, souvent formée au séminaire comme Jean-Marie Tjibaou, aspire à concilier les valeurs religieuses chrétiennes, les idéaux socialistes et les revendications identitaires jusqu'à l'indépendantisme, sur le modèle du socialisme mélanésien du pasteur Walter Lini aux Nouvelles-Hébrides. Ils agissent hors du cadre des associations confessionnelles de l'UC, dont ils prennent le contrôle à partir de 1977. À partir de là et notamment du retrait de Rock Pidjot, qui abandonne la présidence de l'UC à Jean-Marie Tjibaou en 1986, ou de la dissidence de Gabriel Païta en 1984, l'UICALO tombe en sommeil.